# Нандзё Бунъю
Нандзё Бунъю (яп. 南条文雄, ромадзи Nanjō Bunyū, англ. Nanjio Bunyiu; 1 июля 1849 — 9 ноября 1927) — один из крупнейших буддологов Японии, основатель японской школы санскритологии. Буддийский священнослужитель.

## Биография
Нандзё был третьим сыном в семье настоятеля храма Сэйюндзи ордена Синсю Отани ветви Хигаси Хонган-дзи) школы Дзёдо-синсю.
С ранних лет он отличался великолепной памятью. В юности он изучал классические буддийские переводы на китайский язык и доктрину буддизма. В период Войны Босин (1867—1868) накануне Реставрации Мэйдзи он провёл один год в рядах сторонников сёгуната, о чём впоследствии вспоминал, как о службе, закалившей его физически. После службы он вернулся к монашескому обучению.
В 1876 году он отправился в Европу, где он проучился 8 лет, освоив санскрит и индийскую философию у ведущих европейских учёных. Особенно важной для его последующей деятельности была учёба у одного из ведущих санскритологов эпохи, Макса Мюллера, в Оксфордском университете (Великобритания) вместе с Касахара Кэндзю и Такакусу Дзюндзиро.
В Великобритании среди его контактов оказался китайский буддийский деятель Ян Вэньхуэй, которому Нандзё помог достать японские версии буддийских текстов, утраченных в Китае. Затем они были опубликованы Вэньхуэйем в Нанкине.
В 1884 году он окончил оксфордскую магистратуру honoris causa и вернулся в Японию. Вплоть до своей смерти был профессором и главой ряда буддийских учебных заведений. Многие значительные по объёму труды выполнены им в соавторстве с Максом Мюллером и своими коллегами по учёбе в Оксфорде.
В начале XX века участвовал в работе над изданием книг, выпускавшихся в рамках международной серии «Bibliotheca Buddhica».
Нандзё стал одним из столпов обновленческого движения в японском буддизме, настаивавшем на ревизии старых китайских переводов буддийского канона на основании сверки с санскритскими оригинальными текстами и переводами на другие языки.
Среди его многочисленных учеников был ряд исследователей, посетивших Тибет, в том числе Экай Кавагути и Энга Тэрамото.

## Научные труды
- (Co-editor with F. Max Müller) Buddhist texts from Japan. — Oxford: Clarendon Press, 1881-84.
- A catalogue of the Chinese translation of the Buddhist Tripitaka: the Sacred Canon of the Buddhists in China and Japan. — Oxford: Clarendon Press, 1883. — xxxvi, 480 p. — (Digitized index)
- A short history of the twelve Japanese Buddhist sects / Translated from the original Japanese by Bunyiu Nanjio. — Tokyo: Bukkyō-sho-ei-yaku-shupan-sha, Meiji 19th year [1886]. — ISBN 0524018006 (archive.org) (переиздано: Washington: University Publications of America, 1979. — ISBN 0890932522)
- [ Соавтор ] [ An unabridged Japanese-English dictionary, with copious illustrations] / by Capt.F. Brinkley[англ.], B. Nanjio, Y. Iwasaki, K. Mitsukuri[яп.], J. Matsumara. — Tokyo: Sanseidō, [1896]. — xxiv, 1687 p.
- The Doctrines of The Six Heretical Teachers according to two chinese versions of the Samana-phala Sûtra / by Bunyiu Nanjio, Esq. // The life of Buddha and the early history of his order: derived from Tibetan works in the Bkah-hgyur and Bstan-hgyur followed by notices on the early history of Tibet and Khoten / Translated by W. Woodville Rockhill. —  London: Trübner & Co, 1884. — X, 273 p. — P.255-259. — (Trübner's Oriental Series)  — ISBN 0710308655
- [ Kern H. and  Nanjio, Bunyio  (ed.) ] Saddharmapuṇḍarīka / Издали проф. Г. Керн и проф. Буньу-Нанджио.  — СПб.: Типография Императорской агкадемии наук, 1908-12.  — Vol.1, — Vol. 2,  — Vol 3, — Vol. 4, — Vol. 5. — XII, 507 с. — («Bibliotheca Buddhica», 10  [шрифтом нагари])
- The Laṅkāvatāra sūtra / Edited by Bunyiu Nanjio. —  Kyoto: Ōtani University[яп.] Press, 1923. — xxvii, 281 p. — («Bibliotheca Otaniensis», Vol. I). — (archive.org) — Ланкаватара-сутра на санскрите, скомпилированная Нандзё Бунъю из шести, в основном непальских, манускриптов:  Индекс к ней (An Index to The Lankavatara Sutra (Nanjio Edition): Sanskrit-Chinese-Tibetan, Chinese-Sanskrit, and Tibetan-Sanskrit, with a tabulated list of parallel pages of the Nanjio Sanskrit text and the three Chinese translations (Sung, Wei, and T'ang) in the Taisho Edition of The Tripitaka / Compiled by Daisetz Teitaro Suzuki. — 2nd, revised, and enlarged ed. — Kyoto: The Sanskrit Buddhist Texts Publishing Society, 1934. — vii, 499 p.), выполненный Д.Т. Судзуки.